# Wichita (indfødte amerikanere)
Wichita er den samlende betegnelse for en gruppe sydlige præriestammer i Caddo County, Oklahoma, der er føderalt anerkendt som Wichita and Affiliated Tribes. Wichita er også betegnelsen for netop den ene af disse samarbejdende stammer eller folkegrupper, der derfor for klarhedens skyld ofte omtales som ”de egentlige wichitaer” (Wichita proper).:429 
Wichitaerne bestod oprindeligt af 10-12 grupper:428  byfolk spredt på prærien vest for Missouri River og Mississippi River. De var fælles om at være caddoan-talere, skønt de hver især havde deres egen, men indbyrdes forståelige dialekt.:395 
Som følge af epidemier og kampe med både indianske og hvide fjender bestod wichitaerne af højst seks sprogligt og kulturelt nærtstående grupper sidst i 1700-tallet. Disse var iscani, taovaya, tawakoni, waco og de egentlige wichitaer. Nogle regner ikke wacoerne for en selvstændig gruppe, men for en undergruppe af tawakonierne.:565  Den sidste gruppe er kitsai, der tidligere havde udgjort en mere selvstændig bygruppe med en særegen caddoansk dialekt.:429  Wichitaernes egen betegnelse for deres sammenknyttede og etnisk blandede bysamfund er kirikir'i·s.:428  (Alle navne ses staves på flere forskellige måder).
Franskmændene kaldte wichitaerne for panis piques (prikkede pawnees), fordi de var tatoverede og var caddoan-talere ligesom pawnee indianerne.:408 

## Historisk skitse
Fra omkring år 900 og frem til 1550 koncentrerede wichitaerne deres byer langs forskellige vandløb i både Kansas, Oklahoma og det nordvestlige Texas. Boligerne var rummelige huse med et solidt træfundament tækket med græs. I truede yderområder lader byerne til at have været beskyttet af forsvarsgrøfter og palisader, som f.eks. Deer Creek Site.:266  I visse byer fungerede en centralt placeret form for redoute som et tilflugtssted for indbyggerne.:390  Byer anlagt ved den samme flod lå ofte med kun få kilometers afstand for fælles beskyttelse og samarbejde.:387  Folkene dyrkede majs og andre afgrøder og drog på længere jagtekspeditioner efter bisoner sidst på sommeren.:207 
Wichitaerne drev handel med bl.a. visse puebloindianere i New Mexico, men stødte sammen med forskellige apacher.:265 
Senest i 1525 ødelagde de vestlige wichitaer flere pueblo byer i New Mexico; men Pecos øst for Santa Fe måtte de give op overfor.:417 

## 1541-1800
Begyndende med Coronado i 1541 og siden Oñate i 1601 indgik wichitaerne i flere og flere relationer, gode som uønskede, med spaniere, franskmænd, mexicanere, texanere og til sidst amerikanere.:259 
I 1719 fordelte iscanierne, tawakonierne og de egentlige wichitaer sig i byer ved Arkansas River i Kansas.:413  Taovayaerne holdt til i to byer ved Verdigris River.:408  Måske havde byerne så mange som 50.000 indbyggere tilsammen.:388  Franskmanden Bernard de La Harpe lærte, at wichitaerne nu havde heste.:126  På denne tid levede kitsaierne ved Red River på Texas-siden.:413 
Ramt af både mæslinger og en koppe-epidemi i 1751 svandt iscanierne og de egentlige wichiater ind til så små grupper, at de ofte fulgtes med de mere talstærke taovayaer.:408 
Tilsyneladende fordrevet fra Kansas af osage indianere midt i 1700-tallet etablerede flere wichitaer nye, fortlignende byer:408  ved Red River på Oklahoma-siden og endvidere ved f.eks. Brazos River i det centrale Texas.:487  En stor taovaya by ved Red River bestod af over 120 græstækkede hytter.:442 
Wichitaerne angreb med held både apacher og spanske beboelser fra deres nye territorium.:266  Samtidig gik de ind i et handels- og krigs-samarbejde med de østlige grupper af de mere og mere dominerende comancher.:267  Comancherne drog fordel af alliancen ved at besøge wichita byerne for bl.a. at bytte heste til europæisk fremstillede varer,:269  som wichitaerne tidligere havde erhvervet fra franske handelsfolk.:266 
Taovayaerne ved Red River sluttede fred med Spanien i 1787, hvorefter de støttede hinanden i fællesekspeditioner mod lipan apacher.:273 

## 1800-1900
Wichitaerne ved North Fork of Red River i Oklahoma fik besøg af amerikanske dragoner og Catlin i 1834.:488 
I 1858 deltog flere wacoer i et amerikansk angreb på en comanche lejr stillet op ved en wachita by ved Rush Springs, Oklahoma,:19  ikke langt fra Washita Mountains. Comancherne fordrev indbyggerne både fra denne by og en anden wichita by inden året var omme.:412 
Angreb fra Texas Rangers og hvide nybyggere tvang til sidst alle wichitaer i Texas (nu en del af USA) tilbage til Oklahoma i 1859; tilmed wacoer og tawakonier, der ellers havde slået sig ned i et tildelt reservat ved Brazos River.:412  De cirka 1.100 hjemløse wichitaer etablerede nye byer i nærheden af militærstationen Fort Cobb i et udpeget område mellem Red River og Canadian River i Caddo County i det sydvestlige Oklahoma.:412  Området var ejet af de forflyttede choctaw og chickasaw stammer, men USA lejede det som et sted at samle wichitaerne.:26 
Den amerikanske borgerkrig startede i 1861, og sydstaterne tog snart kontrol over Fort Cobb tæt på wichita byerne. Fortet blev angrebet og ødelagt i oktober næste år af indianere, der støttede nordstaterne. Wichitaerne forlod den konfliktfyldte zone og søgte tilbage til floddalene i Kansas, som grupperne havde forladt 100 år tidligere.:413  Sygdom og amerikanske hestetyve tvang dem fra Verdigris River til sammenløbet af Walnut - og Arkansas River og derfra videre til udløbet af Little Arkansas River i løbet af to år.:413 
I oktober 1867 kunne de nu kun omkring 700 wichitaerne vende tilbage til Caddo County i Oklahoma.:413  Grænserne for et decideret wichita reservat blev fastlagt fem år senere. De sammensluttede byfolk delte reservatet med caddoer og delawares. Gennem alle de turbolente tider forsøgte wichitaerne af praktisere deres traditionelle liv med at dyrke jorden og tage vildt, hvor det fandtes.:413 
I 1901 pressede USA stammerne til at acceptere Dawes Act. Det betød, at familierne opgav reservatlivet og boede på individuelt ejede jordlodder som borgere i USA. Såkaldt overskudsjord, der var reservatets størrelse minus indianernes private jordlodder, blev købt af hvide nybyggere.:413 
Der var omkring 350 wichitaer tilbage på denne tid.:414 